# 毁灭战士3：邪恶复苏
《毁灭战士3：邪恶复苏》是一款基于第一人称射击游戏《毁灭战士3》的游戏扩展包，发布于2005年4月4日。在未发布前，id Software宣布游戏的Xbox版本将会在2005年10月11日发布。游戏的特性之一就是重新加入了双管猎枪，并且支持最多8人对战。邪恶复苏还增加了新的单人游戏关卡、3种怪物和4张新的多人游戏地图。

## 故事主线
游戏的事情发生在《毁灭战士3》之后2年的2147年，联合宇宙航空公司（UAC）发现它的火星人造卫星收到一些奇怪的信号，于是派出一个小组进行调查。他们发现火星上面的邪恶物种正在蠢蠢欲动抢回自己的领地。玩家在游戏中可以控制《毁灭战士3》中没有出场的工程师伊利萨拜·麦克内尔（Elizabeth McNeil），他也是在《毁灭战士3》开头把史汪和康博送上太空的人。
在击退了前进路上的各种怪物之后，勇敢的战士们终于在福布斯的实验室里面见到了麦克内尔，她告诉他们摧毁“人造物品”的唯一方法就是将其送回其来源：地狱。战士把基地的能源降低以便供给传送机所需要的电力。他准备用传送机到达地狱所在地——德尔塔实验室。
当他到达已经荒废的实验室并穿过传送门进入地狱后，他碰到了已经成为邪恶怪物Maledict的Betruger。在和怪物进行了几场较量后，Maledict叼起并摔伤了陆战兵。最后在被怪物吃掉之前，陆战兵将“人造物品”推到了Betruger的身上，压死了它。
随后，戰士听到了麦克内尔博士的声音：“欢迎回家，战士。”

## 玩家最初的反映
就像其他的扩展包游戏一样，邪恶复苏最开始也受到了很多批评。当玩家扮演主角工程师时候，id Software在游戏中加入了一个名叫“抢夺者”工具，这把枪械和半条命2中的重力枪非常相似。很多评论认为id这样做不是为了为玩家带来更多乐趣，相反的，更像是一个提升销量的小伎俩。

### 关卡设计
很多玩家不认同福布斯的实验室的设计，因为它太像阿尔法和贝塔实验室了，游戏因此也变得单调。

### 结局
也有玩家批评结局太过敷衍和仓促，不能解释联合宇宙航空公司未来的命运。